# The New Lawn
Il The New Lawn è un impianto sportivo multifunzione di Nailsworth, città del Regno Unito nella contea inglese del Gloucestershire, nell'Inghilterra sud-occidentale.
Lo stadio ospita le partite del Forest Green Rovers.
Lo stadio è stato inaugurato ufficialmente nel settembre 2006, prendendo il posto del vecchio impianto, The Lawn Ground, permettendo lo sviluppo residenziale dell'area intorno allo stadio.
L'impianto presenta quattro tribune, distribuite una per lato, con una parte del terrazzamento costruita sull'impianto precedente. La tribuna principale, situata sul lato Est, presenta un'ampia superficie volumetrica, occupata dagli uffici del club, le strutture per i giocatori, un'area ristorante ed un centro fitness. È un impianto eco-sostenibile, in quanto il 10% di energia elettrica utilizzata proviene dall'impianto fotovoltaico collocato sulla tribuna Sud; mentre una parte dell'acqua impiegata per irrigare il terreno da gioco, viene recuperata con l'accumulo dell'acqua piovana.